# Felisa Rincón de Gautier
Felisa Rincón de Gautier (Ceiba, Puerto Rico, 9 de gener de 1897 - San Juan, 16 de setembre de 1994), també coneguda com a Doña Fela, fou una política portorriquenya, primera dona elegida com a alcalde d'una ciutat capital a Amèrica (San Juan de Puerto Rico).

## Biografia
Felisa Rincón de Gautier, va néixer a Ceiba, Puerto Rico. La més gran de nou germans, fou influenciada políticament pel seu pare, l'advocat Enrique Rincón Plumey. La seva mare, Rita Marrero Rivera, morí quan tenia només 11 anys. Malgrat això el seu pare va ser determinant per donar-li la millor educació possible. Va anar a escola a Fajardo, Humacao i Santurce on es va graduar a l'institut. Va estudiar farmàcia i esdevingué una farmacèutica
Felisa Rincón de Gautier anà més tard a Nova York on va aprendre l'art del disseny d'alta costura. Quan va tornar a Puerto Rico, va obrir una botiga anomenada botiga d'estil de Felisa i també una botiga de flors a San Juan.
Rincón de Gautier era una ferma creient en el dret de les dones a votar i va ser una participant activa en el moviment sufragista, motivant moltes dones a registrar-se. Quan es va aprovar la llei que permetia a les dones votar, va ser la cinquena dona en registrar-se oficialment. El 1932, es va unir al Partit Liberal de Puerto Rico, defensor de la independència de Puerto Rico, i va ser nomenada Representant pel president del partit Antonio R. Barceló. Motivada per les idees polítiques de Luis Muñoz Marín va abandonar el Partit Liberal i el 1938 va ajudar a organitzar el Partit Popular Democràtic de Puerto Rico.
El 1940, Rincón de Gautier es va casar amb l'advocat de San Juan Genaro A. Gautier, qui va servir com a assistent del Procurador General de Puerto Rico i Secretari General del Partit Popular Democràtic.

## Carrera política
El 1946 es va presentar a les eleccions d'alcalde de San Juan i fou la primera dona elegida d'una ciutat capital a America. Durant el seu mandat va renovar el sistema de salut pública i fou responsable de l'establiment de l'Escola de Medicina a San Juan.
Felisa Rincón va treballar juntament amb Ricardo Alegría per restaurar i conservar les estructures històriques del barri vell de Sant Juan i va proporcionar allotjament i serveis bàsics a milers de persones. El 1951, durant la Guerra Freda, va ordenar l'establiment del primer sistema de defensa civil de l'illa sota el comandament del Coronel Gilberto José Marxuach. Sovint va obrir l'Ajuntament per al públic i va escoltar les preocupacions dels residents de la ciutat. El 1959, San Juan va ser guardonat amb el premi All American City.
Rincón de Gautier va començar una tradició de Nadal que seria continuada cada any pels governadors de Puerto Rico. En lEpifania portava regals i llaminadures als nens pobres i necessitats. Els anys 1952, 1953 i 1954, fins i tot lliurà avions carregats de neu a San Juan perquè els nens que mai havien vist o jugat a la neu poguessin fer-ho.
Rincón fou alcalde de San Juan durant 22 anys, de 1946 a 1968. En retirar-se, va servir com a ambaixadora honorífica per a quatre Presidents dels Estats Units. Va servir per Llatinoamèrica, Asia i Europa promovent l'amistat entre aquelles regions i els Estats Units. Quan Felisa Rincón de Gautier va morir a San Juan, als 97 anys, el 16 de setembre de 1994, va ser enterrada amb honors de cap d'estat. Dignitaris de tot el món van assistir al seu funeral.

## Honors
A Puerto Rico i els Estats Units, edificis publics i avingudes han estat anomenades en honor seu. A Puerto Rico, el Museu Felisa Rincón de Gautier i un aparcament amb el nom de Doña Fela, al carrer Recinto Sur del barri vell de San Juan. A la ciutat de Nova York, tant l'Institut de Dret i Polítiques Públiques del Bronx i una escola pública (PS 376) a Brooklyn, s'anomenen en honor seu.